# Gracie Mansion
Gracie Mansion é a residência oficial do prefeito da cidade de Nova York. Construída em 1799, está localizada no Carl Schurz Park, na East End Avenue com a 88th Street, no bairro de Yorkville, em Manhattan. A mansão tem vista para canal Hell Gate no East River.

## Arquitetura
Archibald Gracie construiu a mansão com madeira de dois andares no estilo Federal. O projeto da estrutura é atribuído a Ezra Weeks, um construtor de destaque e a John McComb, Jr., o arquiteto de Nova York.

## História
No ano de 1799, um comerciante da cidade chamado Archibald Gracie construiu uma casa com uma vista em curva para o East River. Um fracasso financeiro acabou forçando Gracie a vender a casa para Joseph Foulke em 1823. Já em 1857 a casa passou a ser de Noé Wheaton. A cidade de Nova York tomou posse da residência em 1896.
O prefeito Michael Bloomberg nunca residiu em Gracie Mansion, embora ele a tenha usado para reuniões e eventos. A mansão durante seu mandato também servia como um lugar para os visitantes oficiais ficarem enquanto estivessem na cidade.
O prefeito eleito Bill de Blasio anunciou em 11 de dezembro de 2013 que se mudaria de Park Slope, no Brooklin, para a Gracie Mansion com a família. A decisão de deixar sua casa e ir morar em Manhattan foi por questões de segurança, segundo informou o próprio de Blasio.

## Na cultura popular
- A mansão está no filme Ghostbusters II, quando os personagens visitam o prefeito para falar sobre a presença iminente de fantasmas em Nova York.[7]
- Gracie Mansion também foi vista no filme City Hall, com Al Pacino e John Cusack.